# Куимби, Фред
Фредерик Клинтон (Фред) Куимби (англ. Frederick Clinton "Fred" Quimby; 31 июля 1886 — 16 сентября 1965) — американский анимационный продюсер, известный прежде всего благодаря мультсериалу «Том и Джерри», который принёс ему семь из восьми премий «Оскар» (один из лауреатов, удостоенных наибольшего количества наград).

## Карьера
Свою карьеру он начал в качестве журналиста в родном Миннеаполисе. В 1907 году он стал управляющим кинотеатра в городке Мизула в Монтане, а позже получил работу на киностудии Pathé. К началу карьеры в качестве продюсера в 1921 году Куимби добился больших успехов в киностудии, став одним из членов совета директоров. В 1924 году его на работу взяла киностудия Fox, а в 1927 году Куимби перешёл на MGM, где стал главой отдела развития. В 1937 году он был назначен руководителем отдела анимации, созданного на MGM в том же году.
В 1939 году Уильям Ханна и Джозеф Барбера предложили ему экранизировать свою серию карикатур о похождениях кота и мыши, что привело к появлению эпизода «Puss Gets the Boot», ставшего первым в серии мультипликационных фильмов «Том и Джерри». К тому же данный эпизод получил номинацию на премию «Оскар». В общей сложности Фред Куимби восемнадцать раз номинировался на премию Американской киноакадемии и восемь раз становился её лауреатом. В 1955 году он ушёл из MGM, а в 1957 году мультипликационное отделение закрылось и завершилась съёмка мультсериала «Том и Джерри». Фред Куимби умер в Санта-Монике в 1965 году в возрасте 79 лет.
Отношения мультипликаторов MGM с продюсером были всегда напряжёнными. Они считали его бесполезным занудой, не разбирающимся в анимации, но постоянно спорящим с художниками, когда те выдвигали какие-то идеи. То, что Куимби всегда получал награды за мультфильмы студии, только подливало масла в огонь.

## Награды
- Оскар — «Лучший анимационный короткометражный мультфильм» (1941, 1944, 1945, 1946, 1947, 1949, 1952, 1953).